# 임동진 (1954년)
임동진(林東鎭, 1954년 1월 26일 ~ )은 대한민국의 제2·3·4대 경상북도 청송군의원이다.

## 학력
- 협성고등학교 졸업
- 대구신학교 의성분교 졸업
- 경북전문대학 행정정보관리 전문학사

## 경력
- 민주자유당 현서면 협의회장
- 청송경찰서 청소년 선도위원
- 청송군 체육회 부회장
- 현서중학교 육성회장
- 화목제일교회 장로
- 1995.07 ~ 1998.06 제2대 경상북도 청송군의회 의원
- 1995.07 ~ 1997.01 제2대 경상북도 청송군의회 전반기 예산결산특별위원회 위원
- 1998.07 ~ 2002.06 제3대 경상북도 청송군의회 의원
- 2002.07 ~ 2006.06 제4대 경상북도 청송군의회 의원
- 2002.07 ~ 2005.06 제4대 경상북도 청송군의회 감사특별위원회 위원장
- 2014 경상북도 청송군의회 후보

## 역대 선거 결과
|  | 57.87% |

|  | 50.32% |

|  | 35.34% |

|  | 16.65% |

|  | 17.06% |